# Brown Lees
Brown Lees – wieś w Anglii, w hrabstwie Staffordshire. Leży 33 km na północ od miasta Stafford i 226 km na północny zachód od Londynu.